# Spec Ops: Stealth Patrol
Spec Ops: Stealth Patrol —- первая часть боевика для приставки PlayStation. Игра была разработана компанией Runecraft и издана Take-Two Interactive в 2000 году.

## Описание
Игра позволяет почувствовать себя десантником, окунутся в атмосферу боя. Задача игрока уничтожение террористов.

## Особенности
Богатый арсенал оружия и спецсредств от М16 до нейтронных мин. Испробуй все средства. Новые возможности ведения боя днём и ночью. Дополнительное оборудование облегчает выбор и поражение цели. В игре есть мультиплеер на 2 игроков, позволяющий пройти кампанию вместе с другом.

## Отзывы
| Сводный рейтинг    | Сводный рейтинг |
| Агрегатор          | Оценка          |
| ------------------ | --------------- |
| GameRankings       | 45,13 %         |
| Иноязычные издания |                 |
| Издание            | Оценка          |
| GameSpot           | 4,8             |
| IGN                | 3,0 / 10,0      |